# Reggimento terzo d'infanteria nazionale della Mirandola
Il Reggimento terzo d'infanteria nazionale della Mirandola è stato una delle quattro suddivisioni dell'esercito del Ducato di Modena.

## Storia

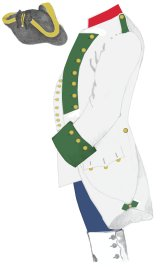
Uniforme del Reggimento della Mirandola nel 1759

Il Reggimento della Mirandola venne costituito con proclama del duca Francesco III d'Este del 12 gennaio 1740, alla vigilia della guerra di successione polacca.
Formato da 600 soldati in tempo di pace, che aumentavano fino a 1.000 in caso di guerra, si suddivideva in quattro compagnie:
- Colonnella, raggruppava gli uomini provenienti dalla Mirandola e dalle ville di Cividale, Gavello, Mortizzuolo, Quarantoli, San Giacomo Roncole, San Martino Carano, San Martino Spino, oltre a quelli delle ville di San Felice sul Panaro e San Biagio in Padule;
- Tenente colonnella, raggruppava i soldati provenienti dalla Concordia, Fossa, Novi, San Giovanni di Secchia e Vallalta;
- Maggiora, raggruppava gli uomini del Finale e zone limitrofe;
- Capitana, raccoglieva le eccedenze e giovani provenienti da altri territori estensi.

L'uniforme era di colore bianco e verde, colore quest'ultimo che distingueva il reggimento mirandolese dagli altri.
Primo colonnello del reggimento della Mirandola fu il marchese reggiano Alfonso Vincenzo Fontanelli.
Nel 1755, a seguito della riorganizzazione dell'esercito estense, il reggimento di fanteria fu strutturato da un battaglione di quattro compagnie, ognuna composta da 120 soldati e comandata rispettivamente dal colonnello, dal tenente colonnello, dal maggiore e dal capitano. Il reggimento comprendeva anche una compagnia di granatieri di 52 uomini. Così, in totale, il reggimento era composto da 528 soldati semplici, 18 tamburini e zampognari, 36 caporali, 18 sergenti e 20 ufficiali per un totale di 620 uomini.
Il reggimento della Mirandola venne sciolto nel 1769.